# Tekija (Kladovo)
Tekija (Servisch cyrillisch Текија) is een plaats in de Servische gemeente Kladovo. De plaats telt 967 inwoners (2002).